# Andrzej Szlęzak
Andrzej Kazimierz Szlęzak (ur. 14 grudnia 1962 w Stalowej Woli) – polski samorządowiec, w latach 2002–2014 prezydent Stalowej Woli.

## Życiorys
Syn Jana. Ukończył w 1987 studia historyczne na Katolickim Uniwersytecie Lubelskim; pracę magisterską napisał na seminarium u Ryszarda Bendera. Był współtwórcą i prezesem Akademickiego Klubu Myśli Społeczno-Politycznej „Vade Mecum”. Prowadził zajęcia na macierzystej uczelni. Od 1990 do 2002 sprawował mandat radnego Stalowej Woli. Zajmował stanowisko dyrektora Miejskiego Ośrodka Sportu i Rekreacji w Stalowej Woli. Pracował także jako dziennikarz.
Do 1999 był działaczem Stronnictwa Narodowo-Demokratycznego. Później należał do Przymierza Prawicy. W wyborach parlamentarnych w 2001 bez powodzenia kandydował do Sejmu z listy Prawa i Sprawiedliwości. W 2002 wraz z Przymierzem Prawicy przystąpił do PiS. W wyniku bezpośrednich wyborów w 2002 został prezydentem Stalowej Woli (z ramienia komitetu Sprawiedliwość i Praworządność). Następnie wystąpił z PiS i pozostawał bezpartyjny. W 2006 ponownie wybrano go na stanowisko prezydenta (pokonał Janinę Sagatowską z PiS, reprezentując komitet Samorządność i Praworządność). W 2010 z własnego komitetu uzyskał reelekcję na kolejną kadencję. Popierał Janusza Korwin-Mikkego i Nową Prawicę. Następnie współpracował kolejno z Ruchem Narodowym i z Polską Razem. W wyborach w 2014 przegrał prezydenturę miasta w pierwszej turze głosowania (ponownie startując z własnego komitetu).
W kwietniu 2015 wstąpił do Polskiego Stronnictwa Ludowego. Został asystentem społecznym w stalowowolskiej filii biura poselskiego Jana Burego i Dariusza Dziadzia, a następnie kandydatem PSL do Sejmu w wyborach parlamentarnych w 2015 (nie uzyskał mandatu). W 2018 z listy Koalicji Obywatelskiej został wybrany na radnego sejmiku podkarpackiego. W 2019 otwierał jedną z list okręgowych ugrupowania Skuteczni. W czerwcu 2022 przeszedł z PSL do KORWiN, stając na czele struktur tej partii w województwie podkarpackim. Zasiadł także w zarządzie krajowym i radzie krajowej ugrupowania; pozostał członkiem rady krajowej również po przemianowaniu partii na Nową Nadzieję w listopadzie 2022. W tym samym miesiącu został wykluczony z klubu KO w sejmiku. W NN działał do 2023. W 2024 z ramienia lokalnego komitetu uzyskał mandat radnego powiatu stalowowolskiego.

## Odznaczenia
Odznaczony Złotym Medalem za Zasługi dla Policji (2009). W 2013 otrzymał Brązową Odznakę „Zasłużony dla Ochrony Przeciwpożarowej”.